# Order Gwiazdy Jerzego Czarnego
Order Gwiazdy Jerzego Czarnego (również: Order Gwiazdy Karadziordzia lub Order Gwiazdy Karadżordża bądź Order Gwiazdy Karageorga, serb. Орден Карађорђеве звезде, serb.-chorw. Orden Karađorđeve zvezde) – wysokie odznaczenie państwowe Królestwa Serbii w latach 1904–1918, potem Królestwa SHS w latach 1918–1929, a następnie Królestwa Jugosławii (do 1945), obecnie order domowy dynastii Karadziordziewić.

## Historia i organizacja
Po morderstwie króla Aleksandra Obrenowicia, ostatniego ze swej dynastii, tron przejął w 1903 r. Piotr I Karadziordziewić, który z obrenowiciowskich odznaczeń przejął tylko Order św. Łazarza, Order Białego Orła i Order św. Sawy, likwidując związane z tradycją rodzinną obalonej dynastii ordery Miłosza Wielkiego, Krzyża Takowy i Natalii. Zamiast dwóch pierwszych z nich wprowadzono rok później, z datą ustanowienia 1 stycznia 1904 r. Order Gwiazdy Jerzego Czarnego, nawiązujący swą nazwą do czynów protoplasty nowej dynastii, Jerzego Czarnego Petrowicia. Order zajął po św. Łazarzu drugie miejsce w kolejności starszeństwa orderów serbskich i zachował je także później w czasach Królestwa SHS i Jugosławii.
Order był nadawany za „wybitne zasługi cywilne i wojskowe”, początkowo przeznaczony tylko dla poddanych serbskich, a po zmianie statutów w roku 1906 udostępniono go również cudzoziemcom.
Order był podzielony na cztery klasy cywilne:
- I klasa – Krzyż Wielki,
- II klasa – Wielki Oficer,
- III klasa – Komandor,
- IV klasa – Oficer,

w czasie wojen bałkańskich w 1912 ustanowiono dodatkowe cztery klasy z mieczami (sa mačevima), nadawane za akty odwagi oraz wybitną służbę wojskową:
- I klasa – Krzyż Wielki z Mieczami,
- II klasa – Wielki Oficer z Mieczami,
- III klasa – Komandor z Mieczami,
- IV klasa – Oficer z Mieczami,

w 1915 dodano dwie najniższe klasy z mieczami przeznaczone dla podoficerów oraz szeregowych, nadawane za czyny wymagające osobistej dzielności w boju:
- Krzyż Złoty,
- Krzyż Srebrny[4].

Książęta krwi królewskiej otrzymywali Wielki Krzyż przy chrzcie, ale nosić go mogli dopiero od 18 roku życia.
Odznaczenie (trójklasowe) o identycznej nazwie i podobnym wyglądzie nadaje obecnie Republika Serbska (zob. Order Gwiazdy Jerzego Czarnego).

## Wygląd insygniów
Wbrew swej nazwie order bynajmniej nie miał formy gwiazdy: oznaka to tzw. krzyż Ruperta, a więc krzyż równoramienny, zbudowany na łukach, z rozszerzonymi zakończeniami zaokrąglonych ramion, emaliowany na biało, ze złotymi promieniami między ramionami. 
W medalionie awersu znajdował się biały krzyż serbski w czerwonym polu, otoczony napisem Зa Веру и Cвoбoду – 1904 (Za wiarę i wolność – 1904). Na medalionie rewersu orderu umieszczono białego dwugłowego orła serbskiego, otoczonego napisem Пeтap I – 1904 (Piotr I – 1904). Zawieszką była złota korona królewska.
W wersji z mieczami krzyżowano je między ramionami, z ostrzami skierowanymi w górę. Dwie najniższe klasy żołnierskie wykonane były z pozłacanego lub posrebrzanego brązu i nieemaliowane.
Order bez mieczy noszono na czerwonej wstędze z obustronną białą bordiurą, klasy wojskowe na czerwonej wstążce bez bordiury. 
Gwiazda orderowa I i II klasy była srebrna, ośmiopromienna, z nałożoną na nią oznaką orderu, przy czym gwiazda I klasy miała 85–92 mm, a II klasy – 82–84 mm średnicy.

## Odznaczeni

### Krzyż Wielki z Mieczami (lista niepełna)
1914–1918
- Albert I Koburg – król Belgów
- Ferdynand I Rumuński – król Rumunii
- Luigi Cadorna – generał włoski
- Louis Franchet d’Espérey – marszałek Francji
- Douglas Haig – generał brytyjski
- Joseph Joffre – marszałek Francji
- John Pershing – generał amerykański
- Philippe Pétain – marszałek Francji
- Maurice Sarrail – generał francuski

1941–1945
- Kragujevac – miasto